# Liste de pierres à cupules de Suisse
 (avril 2023).
- Si vous ne connaissez pas le sujet, laissez ce bandeau (vous pouvez alors contacter les auteurs).
- Si vous supprimez le contenu mis en cause (vous pouvez préalablement contacter les auteurs),

argumentez précisément cette suppression dans la page de discussion
(un manque de référence n'est pas un argument ; une recherche réelle de référence doit avoir été effectuée, être formellement documentée).
Cet article recense les pierres à cupules de Suisse.

## Liste
| Nom                                                                              | Commune                | Canton    | Coordonnées                                                                                        | Illustration                                |  |
| -------------------------------------------------------------------------------- | ---------------------- | --------- | -------------------------------------------------------------------------------------------------- | ------------------------------------------- |  |
| Pierre de Sornetan                                                               | Sornetan               | Berne     | 47° 16′ 16″ nord, 7° 13′ 29″ est                                                                   |                                             |  |
| Pierre de Büren                                                                  | Büren an der Aare      | Berne     | 47° 07′ 32″ nord, 7° 21′ 32″ est                                                                   |                                             |  |
| Pierre du Mariage                                                                | Estavayer              | Fribourg  | 46° 50′ 32″ nord, 6° 49′ 35″ est                                                                   |                                             |  |
| Pierre à cupules de Corsier, située sous l'église                                | Corsier                | Genève    | 46° 15′ 45″ nord, 6° 13′ 34″ est                                                                   |                                             |  |
| Pré Flageolet, cupule géante dans une ancienne carrière                          | Les Genevez            | Jura      | 47° 15′ 43″ nord, 7° 08′ 30″ est                                                                   |                                             |  |
| Creux de Vicques, cupule de 20 mètres de diamètre                                | Vicques                | Jura      | 47° 21′ 36″ nord, 7° 25′ 05″ est                                                                   |                                             |  |
| Menhir de Bevaix                                                                 | Bevaix                 | Neuchâtel | 46° 55′ 27″ nord, 6° 47′ 41″ est                                                                   |                                             |  |
| Pierre du château de Rochefort                                                   | Rochefort              | Neuchâtel | 46° 57′ 58″ nord, 6° 47′ 54″ est                                                                   |                                             |  |
| Menhirs de Corcelles-près-Concise                                                | Corcelles-près-Concise | Vaud      | 46° 51′ 00″ nord, 6° 42′ 08″ est                                                                   |                                             |  |
| Fuchsenstein                                                                     | Hessigkofen            | Soleure   | 47° 08′ 09″ nord, 7° 26′ 48″ est                                                                   |                                             |  |
| Hubelstein                                                                       | Lüterswil-Gächliwil    | Soleure   | 47° 07′ 16″ nord, 7° 26′ 14″ est                                                                   |                                             |  |
| Pierre sans nom                                                                  | Nennigkofen            | Soleure   | 47° 11′ 11″ nord, 7° 28′ 54″ est                                                                   |                                             |  |
| Kindlistein                                                                      | Nennigkofen            | Soleure   | 47° 11′ 24″ nord, 7° 29′ 38″ est                                                                   |                                             |  |
| Pierre à empreintes de Saint-Luc                                                 | Anniviers              | Valais    | 46° 12′ 07″ nord, 7° 36′ 21″ est                                                                   |                                             |  |
| Pierre de la Barme                                                               | Anniviers              | Valais    | 46° 13′ 51″ nord, 7° 35′ 18″ est                                                                   |                                             |  |
| Pierre de Pralic                                                                 | Anniviers              | Valais    | 46° 11′ 57″ nord, 7° 36′ 11″ est                                                                   |                                             |  |
| Pierre des Servageois ou pierre des Sauvages                                     | Anniviers              | Valais    | 46° 13′ 20″ nord, 7° 36′ 00″ est                                                                   |                                             |  |
| Pierres à cupules de l'îlot Bosquet                                              | Anniviers              | Valais    | 46° 10′ 14″ nord, 7° 34′ 10″ est                                                                   |                                             |  |
| Pierre à cupules de Curalla                                                      | Bagnes                 | Valais    | 46° 05′ 57″ nord, 7° 11′ 41″ est                                                                   |                                             |  |
| Pierre aux Immolés                                                               | Évolène                | Valais    | 46° 06′ 59″ nord, 7° 30′ 28″ est                                                                   |                                             |  |
| Pierre du Planchet                                                               | Évolène                | Valais    | 46° 07′ 45″ nord, 7° 28′ 33″ est                                                                   |                                             |  |
| Pierres aux Fées                                                                 | Évolène                | Valais    | 46° 06′ 59″ nord, 7° 30′ 28″ est                                                                   |                                             |  |
| Rocher du Diable                                                                 | Évolène                | Valais    | 46° 06′ 46″ nord, 7° 29′ 51″ est                                                                   |                                             |  |
| Siège du Roi                                                                     | Évolène                | Valais    | 46° 06′ 25″ nord, 7° 30′ 14″ est                                                                   |                                             |  |
| Tertre sacré de Lieufranc                                                        | Évolène                | Valais    | 46° 04′ 37″ nord, 7° 31′ 34″ est                                                                   |                                             |  |
| Crêt des Barmes                                                                  | Saint-Léonard          | Valais    | 46° 15′ 53″ nord, 7° 25′ 25″ est                                                                   |                                             |  |
| Rocher sacré                                                                     | Sion                   | Valais    | 46° 14′ 04″ nord, 7° 22′ 02″ est                                                                   |                                             |  |
| Roche moutonnée à cupules des Jeurs                                              | Trient                 | Valais    | 46° 03′ 26″ nord, 6° 57′ 51″ est                                                                   |                                             |  |
| Pierre à cupule de Verbier                                                       | Verbier                | Valais    | 46° 06′ 05″ nord, 7° 12′ 47″ est                                                                   |                                             |  |
| Pierre à cupule du château de Verbier                                            | Verbier                | Valais    | 46° 05′ 52″ nord, 7° 11′ 48″ est                                                                   |                                             |  |
| Autel des Mayens-de-Sion                                                         | Vex                    | Valais    | 46° 12′ 05″ nord, 7° 22′ 50″ est                                                                   |                                             |  |
| Pierres à cupules du col de Lein                                                 | Vollèges               | Valais    | 46° 06′ 28″ nord, 7° 09′ 31″ est 46° 06′ 18″ nord, 7° 06′ 59″ est 46° 06′ 19″ nord, 7° 09′ 32″ est |                                             |  |
| Pierre à cupules du col des Planches                                             | Vollèges               | Valais    | 46° 05′ 40″ nord, 7° 07′ 19″ est                                                                   |                                             |  |
| Pierre à cupules du col du Tronc                                                 | Vollèges               | Valais    | 46° 05′ 58″ nord, 7° 08′ 27″ est                                                                   |                                             |  |
| Pierre de Bon Château                                                            | L'Abergement           | Vaud      | 46° 45′ 35″ nord, 6° 29′ 53″ est                                                                   |                                             |  |
| Pierre sans nom portant deux cupules                                             | L'Abergement           | Vaud      | 46° 45′ 30″ nord, 6° 29′ 49″ est                                                                   |                                             |  |
| Pierre sans nom portant une dizaine de cupules                                   | L'Abergement           | Vaud      | 46° 45′ 31″ nord, 6° 29′ 49″ est                                                                   |                                             |  |
| Pierre aux Pléiades                                                              | Apples                 | Vaud      | 46° 33′ 37″ nord, 6° 24′ 30″ est                                                                   |                                             |  |
| Pierre à Granfer                                                                 | Begnins                | Vaud      | 46° 26′ 51″ nord, 6° 14′ 21″ est                                                                   |                                             |  |
| Pierre à 1000 trous                                                              | Burtigny               | Vaud      | 46° 27′ 51″ nord, 6° 16′ 31″ est                                                                   | Pierre à 1000 trous                         |  |
| Pierre à Phébou                                                                  | Burtigny               | Vaud      | 46° 28′ 18″ nord, 6° 16′ 35″ est                                                                   | Pierre à Phébou                             |  |
| Pierre sans nom (à proximité de la pierre à Phébou)                              | Burtigny               | Vaud      | 46° 28′ 19″ nord, 6° 16′ 37″ est                                                                   | Pierre à cupules située à Burtigny (Suisse) |  |
| Pierre à cupules du bois de Chassagne                                            | Les Clées              | Vaud      | 46° 44′ 27″ nord, 6° 29′ 28″ est                                                                   |                                             |  |
| Pierre des Gottettes                                                             | Croy                   | Vaud      | 46° 41′ 05″ nord, 6° 28′ 34″ est                                                                   |                                             |  |
| Pierre sans nom                                                                  | Croy                   | Vaud      | 46° 41′ 32″ nord, 6° 28′ 49″ est                                                                   |                                             |  |
| Pierre du Bochet                                                                 | Juriens                | Vaud      | 46° 40′ 45″ nord, 6° 27′ 25″ est                                                                   |                                             |  |
| Pierre des Buis                                                                  | La Sarraz              | Vaud      | 46° 39′ 32″ nord, 6° 30′ 10″ est                                                                   |                                             |  |
| Cromlech de La Praz, deux pierres portant respectivement une et soixante cupules | La Praz                | Vaud      | 46° 39′ 30″ nord, 6° 25′ 53″ est                                                                   |                                             |  |
| Pierre sans nom portant une centaine de cupules                                  | La Praz                | Vaud      | 46° 39′ 44″ nord, 6° 25′ 52″ est                                                                   |                                             |  |
| Pierre aux Vièrges                                                               | Lausanne               | Vaud      | 46° 33′ 42″ nord, 6° 35′ 14″ est                                                                   |                                             |  |
| Pierre à cupules d'Outard ou Pierre à cupules de La Plagne                       | Longirod               | Vaud      | 46° 30′ 03″ nord, 6° 16′ 50″ est                                                                   |                                             |  |
| Grosse Pierre                                                                    | Moiry                  | Vaud      | 46° 38′ 53″ nord, 6° 27′ 32″ est                                                                   |                                             |  |
| Pierre aux écuelles                                                              | Mont-la-Ville          | Vaud      | 46° 39′ 39″ nord, 6° 25′ 06″ est                                                                   |                                             |  |
| Pierre à Pény                                                                    | Mies                   | Vaud      | 46° 17′ 52″ nord, 6° 09′ 35″ est                                                                   |                                             |  |
| Pierre aux Fées                                                                  | Ormont-Dessus          | Vaud      | 46° 21′ 00″ nord, 7° 11′ 07″ est                                                                   |                                             |  |
| Cupule sur un tumulus                                                            | Payerne                | Vaud      | 46° 49′ 02″ nord, 6° 54′ 43″ est                                                                   |                                             |  |
| Pierre portant six cupules et une rigole                                         | Romainmôtier-Envy      | Vaud      | 46° 40′ 22″ nord, 6° 27′ 16″ est                                                                   |                                             |  |
| Pierre du Chevrier                                                               | Yvorne                 | Vaud      | 46° 19′ 35″ nord, 6° 58′ 16″ est                                                                   |                                             |  |